# シー・ダイズ・トゥモロー
『シー・ダイズ・トゥモロー』（原題:She Dies Tomorrow）は2020年に公開されたアメリカ合衆国のスリラー映画である。監督はエイミー・サイメッツ、主演はケイト・リン・シールとジェーン・アダムスが務めた。サイメッツがメガホンを取ったのは『Sun Don't Shine』（2012年）以来8年ぶりのことであった。

## 概略
ジェーンは親友のエイミーと電話で話していた。エイミーは家を新しく買ったばかりなのにも拘らず、何かに怯えているようだった。話を続けていくうちに、エイミーが「自分は明日死ぬに違いない」と漏らしたが、ジェーンは酔っ払いの妄想だと軽く受け流した。しかし、ほどなくして、ジェーンも「自分が明日死ぬ」という妄想に取り憑かれてしまった。「自分が明日死ぬ」という妄想はジェーンの周囲の人たちに伝染していき、何もかもが狂っていくのだった。

## キャスト
- エイミー：ケイト・リン・シール
- ジェーン：ジェーン・アダムス
- クレイグ：ケンタッカー・オードリー
- ジェイソン：クリス・メッシーナ
- スーザン：ケイティ・アセルトン
- ブライアン：トゥンデ・アデビンペ
- ティリー：ジェニファー・キム
- エリン：オリヴィア・テイラー・ダドリー
- スカイ：ミシェル・ロドリゲス
- ドク：ジョシュ・ルーカス
- バギーに乗った男性：アダム・ウィンガード

## 公開・マーケティング
本作は2020年3月14日にサウス・バイ・サウスウェストでプレミア上映される予定だったが、新型コロナウイルスの流行が拡大したことを受けて、映画祭自体が延期となった。同月、ネオンが本作の全米配給権を獲得した。7月8日、本作のオフィシャル・トレイラーが公開された。8月7日、ミラン・レコーズが本作のサウンドトラックを発売した。

## 評価
本作は批評家から高く評価されている。映画批評集積サイトのRotten Tomatoesには159件のレビューがあり、批評家支持率は84%、平均点は10点満点で7.32点となっている。サイト側による批評家の見解の要約は「斬新な構成を採用し、生の感情をそのまま表現している。『シー・ダイズ・トゥモロー』を鑑賞すれば、エイミー・サイメッツがユニークかつタイムリーなヴィジョンを持った映画監督であることを確認できる。」となっている。また、Metacriticには37件のレビューがあり、加重平均値は80/100となっている。